# Eberhard Feltz
El violinista Eberhard Feltz, nascut a Königsberg/Ostpreussen, és un dels més reputats instrumentistes de l'actualitat, especialista en música de cambra.
Va rebre la seva primera classe de violí a l'edat de set anys. Posteriorment va estudiar a la Werner Scholz de Berlin, i en paral·lel a l'antiga Leningrad (Sant Petersburg) amb Michael Waiman. Tot i haver actuat amb èxit de solista i en formació de cambra, va decidir-se pel camí de la pedagogia musical. Des del 1963 és professor de la Hochschule für Musik Hanns Eisler Berlin. Va ser nomenat Doctor en Violí i Música de cambra l'any 1985. De les seves classes n'han sortit nombrosos quartets de corda, establerts i actius en el panorama internacional de la música clàssica. El Quartet Vogler, el Camerata o el Kuss en són alguns exemples.
Molts dels seus alumnes han estat premiats en importants concursos internacionals, o han assolit posicions cabdals en diverses orquestres. A través de tot un seguit de conferències i publicacions al voltant de la música de cambra i per a violí, així com sobre temes metodològics i didàctics, Feltz ha anat adquirint renom internacional. Ofereix classes magistrals arreu d'Europa i als EUA, i és membre honorífic de la junta directiva de la Karl-Klingler-Stiftung. Ha treballat també en el consell assessor artístic de l'Acadèmia Internacional de Música de Cambra de Niedersachsen.
Des de l'any 2004 és mentor del prestigiós Quatour Ebène.